# Adolf Behne

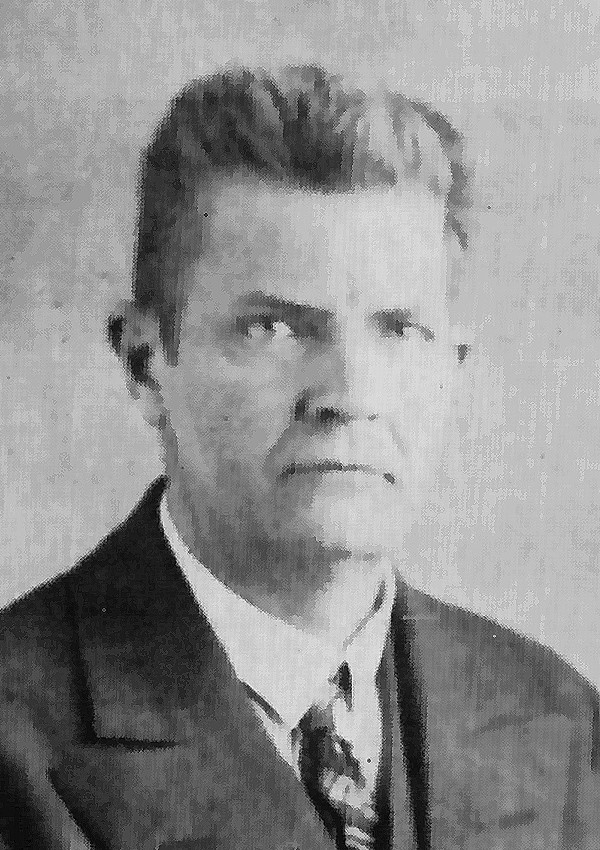
Adolf Behne vor 1930

Adolf Bruno Behne (* 13. Juli 1885 in Magdeburg; † 22. August 1948 in Berlin) war ein deutscher Architekturpublizist und Kunsthistoriker. Er gehörte in der Weimarer Republik zu den Wortführern der Avantgarde.

## Leben
Adolf Bruno Behne war der Sohn des Architekten Carl Behne (* 14. Mai 1851 in Burgstall) und dessen Ehefrau Therese geb. Lucklum (* 11. Januar 1857 in Buckau). Er studierte in Berlin zunächst 4 Semester Architektur an der Technischen Hochschule, wechselte dann an die Berliner Universität, um bei H. Wölfflin und K. Frey Kunstgeschichte zu studieren. 1911 wurde er über das Thema Der Inkrustationsstil in Toscana promoviert.
Er gehörte zu den Mitgliedern des Choriner Freundeskreises und des Deutschen Werkbundes. Er setzte sich für die Maler des Blauen Reiters ein und führte 1913 die Besucher des Ersten Deutschen Herbstsalons durch die Ausstellung. Im selben Jahr heiratete er die Ingenieurstochter Elfriede Schäfer in Charlottenburg.
1915 begann er, Lichtbildervorträge für den Bildungsausschuss der Sozialdemokratischen Partei Deutschlands zu halten, bis er als Sanitäter eingezogen wurde, wobei er sich Monate später mit Tuberkulose infizierte und in die Heimat entlassen wurde.
1918 war er Mitgründer des Arbeitsrates für Kunst in Berlin, 1919 wurde er auf der Vollversammlung des Arbeitsrats gemeinsam mit dem Maler César Klein und dem Architekten Walter Gropius in die dreiköpfige Leitung des Rats gewählt. Der Arbeitsrat für Kunst ging von einem „Primat der Architektur“ aus, die alle anderen Künste zusammenführen sollte. Behne selbst begrüßte die Architektur des Expressionismus und setzte sich für das Neue Bauen ein. Er stand den Mitgliedern der Magdeburger Künstlervereinigung Die Kugel nahe und forderte die Schaffung einer neuen volksnahen Kunst und Architektur. Adolf Behne war ständiger Mitarbeiter der Weltbühne, in der er sich für eine fortschrittliche Architektur und Stadtplanung einsetzte.
Die Bekanntschaft mit den Künstlern und Architekten des Bauhauses führte u. a. zu einer nicht nur der gemeinsamen Arbeit geschuldeten Freundschaft mit Bruno und Max Taut. Die Familie Behne führte ein offenes Haus, in dem sich Künstler und Publizisten trafen. Hannah Höch, Hans Orlowski, Karl Schmidt-Rottluff zählten ebenso zum Freundeskreis wie Heinrich Zille, mit dem Adolf Behne mehrere Veröffentlichungen herausgab.
Dass auch der Malerei sein Interesse galt, zeigt das groß angelegte Mappenwerk Der Sieg der Farbe, das 1933 verboten wurde.
Mindestens von 1929 bis 1932 hielt Adolf Behne Vorträge im Rundfunk, so etwa am 11. Oktober 1929 zum Thema „Die Wohnung, wie sie nicht sein soll“ oder am 10. August 1932 über „Kunstgeschichte als Weltgeschichte“.
Bis zu seiner Entlassung 1933 lehrte er an der Universität Berlin. Ab 1933 war er noch als Autor in Deutschland tätig. Sein Name und der seiner Frau findet sich im Gästebuch der Hanna Bekker vom Rath, die in ihrer Schöneberger Wohnung heimliche Ausstellungen von Künstlern ermöglichte, die von den Nationalsozialisten als „entartet“ diskreditiert wurden.
Von 1945 bis 1948 war Behne Professor an der staatlichen Hochschule für Bildende Kunst Berlin und gehörte der Architektenvereinigung Der Ring an. Mit seinem Vortrag Entartete Kunst, eine Hitler-Lüge eröffnete er im Juni 1945 die Volkshochschule Berlin-Wilmersdorf. 1948 verstarb er nach einem erneuten Ausbruch der Tuberkulose und einem Blutsturz in seiner langjährigen Charlottenburger Wohnung in der Schillerstraße 103 an einem Herzschlag.
Seine Heimatstadt Magdeburg benannte eine Straße, den Behneweg, nach ihm.

## Werke (Auswahl)
- Der Inkrustationsstil in Toscana. Emil Ebering, Berlin 1912, OCLC 604393680 (188 S.; zugl.: Berlin, Freie Univ., Diss.,  24. September 1912; Ref. Goldschmidt, Delbrück). Nachdruck: University of Michigan Library, o. J.
- Adolf Behne: Zur neuen Kunst (= Sturm-Bücher. Band 7). Verlag Der Sturm, Berlin 1915, DNB 100425170X (113 S.).[14]
- Wiederkehr der Kunst. Kurt Wolff, Leipzig 1919, DNB 100425170X (113 S.; [geschrieben 1918]).
- Alte und neue Plakate. In: Das politische Plakat. Hrsg. in amtlichem Auftrage. Verlag „Das Plakat“, Charlottenburg 1919, DNB 361576072, S. 5–23.
- Der Sieg der Farbe. Die entscheidende Zeit unserer Malerei in 40 farbigen Lichtdrucken. Lieferung 1–8. Photographische Gesellschaft, Charlottenburg 1920–1925, DNB 36822743X; Deutsche Nationalbibliothek, Leipzig / Frankfurt am Main 2018, urn:nbn:de:101:1-2018072606160329758166.
- Heinrich Zille (= Graphiker der Gegenwart. Band 12). Neue Kunsthandlung, Berlin 1925, DNB 578835983 (18 S.; Studien).
- Von Kunst zur Gestaltung. Einführung in die moderne Malerei. Arbeiterjugendverlag, Berlin 1925, DNB 572206895, urn:nbn:de:101:1-2018101417404437129289 (87 S.).
- Der moderne Zweckbau (= Die Baukunst. Band [1]). Drei Masken Verlag, Berlin [1925], DNB 578835991 (81 S.). Neudruck: (= Bauwelt Fundamente. Band 10). Ullstein, Berlin 1964, DNB 450308472; Reprint: Gebrüder Mann, Berlin 1998, ISBN 3-7861-2250-4.[15]
- Neues Wohnen – Neues Bauen. Hesse & Becker, Leipzig 1927, DNB 572759290 (160 S.).[16]
- Die frühen Meister. Eine Einführung in die Schönheiten alter Bilder. Deutsche Buchgemeinschaft, Berlin 1928, DNB 578835959 (267 S.; kpbc.umk.pl [mit Link zum PDF; 77,1 MB]).
- Berlin in Bildern. Aufnahmen von Sasha Stone. Hrsg. von Adolf Behne. Verlag Dr. H. Epstein, Wien / Leipzig 1929, DNB 576551759 (15 S.; fulltable.com – Auszüge online).
- [5 Aufsätze in:] Das neue Berlin. Monatshefte für Probleme der Großstadt. Hrsg. von Martin Wagner. Schriftleiter Adolf Behne. Deutsche Bauzeitung, Berlin 1929 [damit Erscheinen eingestellt], DNB 014044986 (Reprint: Birkhäuser, Basel / Berlin [u. a.] 1988, ISBN 3-7643-2216-0).
- Rembrandt. In: Meta Scheele: Die Sendung des Rembrandt Harmenszoon van Rijn. Roman. Mit einem Nachwort von Adolf Behne. Copyright by Paul List Verlag, Leipzig. Deutsche Buch-Gemeinschaft, Berlin 1934, S. 327–341 (kpbc.umk.pl [mit Link zum PDF; 125 MB]).
- Alte deutsche Zeichner. Meisterwerke deutscher Graphik von den Karolingern bis zum Barock. Mit einem Geleitwort hrsg. von Adolf Behne. Copyright by Deutsche Buch-Gemeinschaft. C. A. Koch’s Verlag Nachf., Berlin 1943, OCLC 4528620 (216 S.; kpbc.umk.pl [mit Link zum PDF; 229 MB]).
- Entartete Kunst (= Teil von: Anne-Frank-Shoah-Bibliothek). Carl Habel Verlagsbuchhandlung, Berlin 1947, urn:nbn:de:101:1-2014031615463 (47 S.).
- Eine Stunde Architektur. Akademischer Verlag Dr. F. Wedeking & Co., Stuttgart 1928, DNB 579163075 (64 S.); Neuausgabe: (= Architextbook. Nr. 5). Archibook, Berlin 1984, ISBN 3-88531-781-8 (54 S.); Deutsche Nationalbibliothek, Leipzig / Frankfurt am Main 2019, urn:nbn:de:101:1-2018090917400526493573 (64 S.).
- Architekturkritik in der Zeit und über die Zeit hinaus. Texte 1913–1946 (= Birkhäuser-Architektur-Bibliothek). Hrsg. von Haila Ochs. Birkhäuser, Basel / Boston / Berlin 1994, ISBN 3-7643-5032-6 (195 S.).
- Vorwort. In: 150 Jahre soziale Strömungen in der bildenden Kunst. Kunstausstellung anlässlich des Revolutionsjahres 1948. Malerei, Grafik, Plastik. April–Mai 1948, Veranstalter: FDGB Kreisvorstand Dresden [u. a.]. Stadthalle am Nordplatz, Dresden 1948, DNB 576580392, k10plus.de.